# 滨海奥洛讷
滨海奥洛讷（法語：Olonne-sur-Mer，法語發音：[ɔlɔn syʁ mɛʁ]）是法国卢瓦尔河地区大区旺代省的一个旧市镇，位于该省西部，属于莱萨布勒多洛讷区。2019年1月1日，滨海奥洛讷和相邻的莱萨布勒多洛讷及奥洛讷堡合并为新的莱萨布勒多洛讷。

## 地理
滨海奥洛讷（46°32'10"N, 1°46'22"W）面积45.61 平方千米，位于法国卢瓦尔河地区大区旺代省，该省份为法国西部沿海省份，北起大西洋卢瓦尔省和曼恩-卢瓦尔省，西临大西洋，南至滨海夏朗德省，东部及东南部与德塞夫勒省接壤。
与滨海奥洛讷接壤的市镇（或旧市镇、城区）包括：利勒多洛讷、滨海布雷蒂尼奥勒、奥洛讷堡、莱萨布勒多洛讷、圣富瓦、滨海布雷姆。

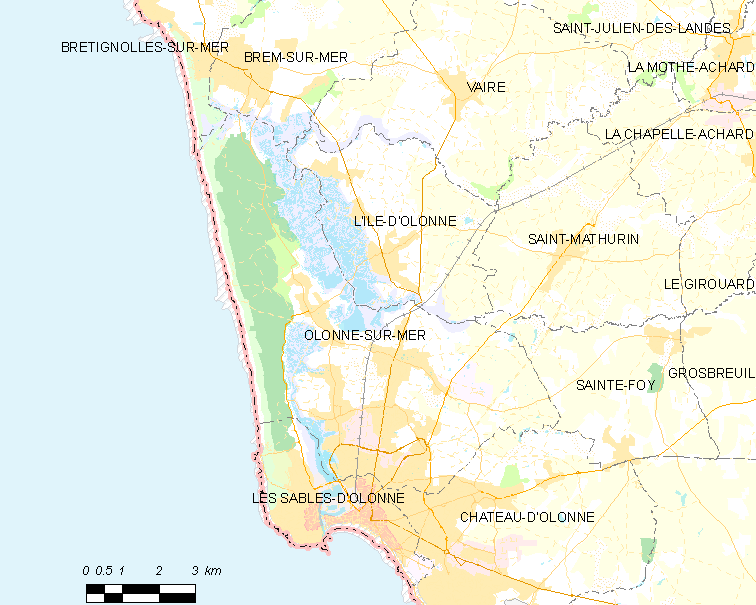
滨海奥洛讷的OSM定位图

滨海奥洛讷的时区为UTC+01:00、UTC+02:00（夏令时）。

## 行政
滨海奥洛讷的邮政编码为85340，INSEE市镇编码为85166。

## 政治
滨海奥洛讷所属的省级选区为莱萨布勒多洛讷县。

## 人口

1962-2008年间滨海奥洛讷人口变化图示

滨海奥洛讷于2017年1月1日时的人口数量为15061人。